# Kokorycz

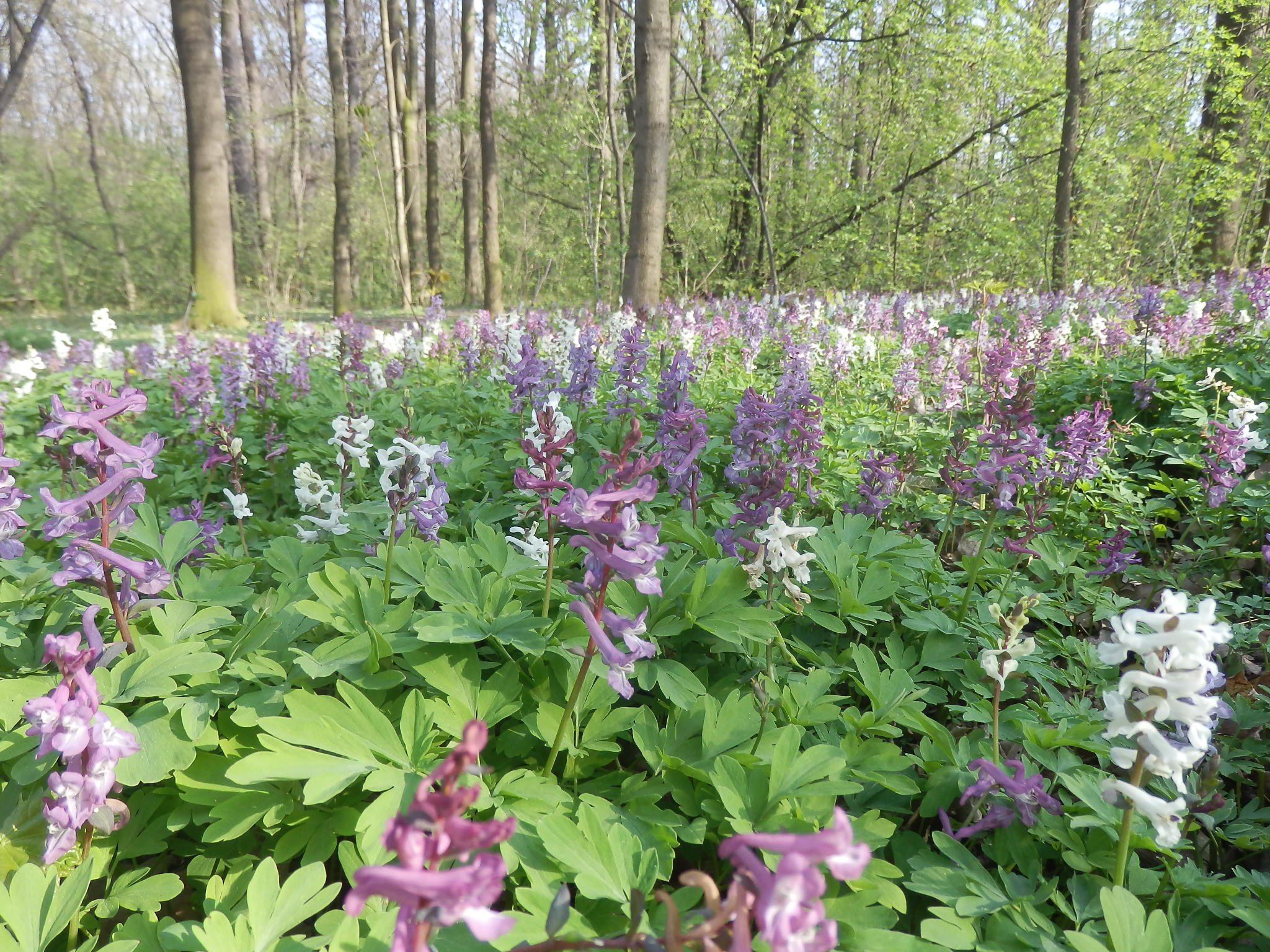
Kokorycz pusta

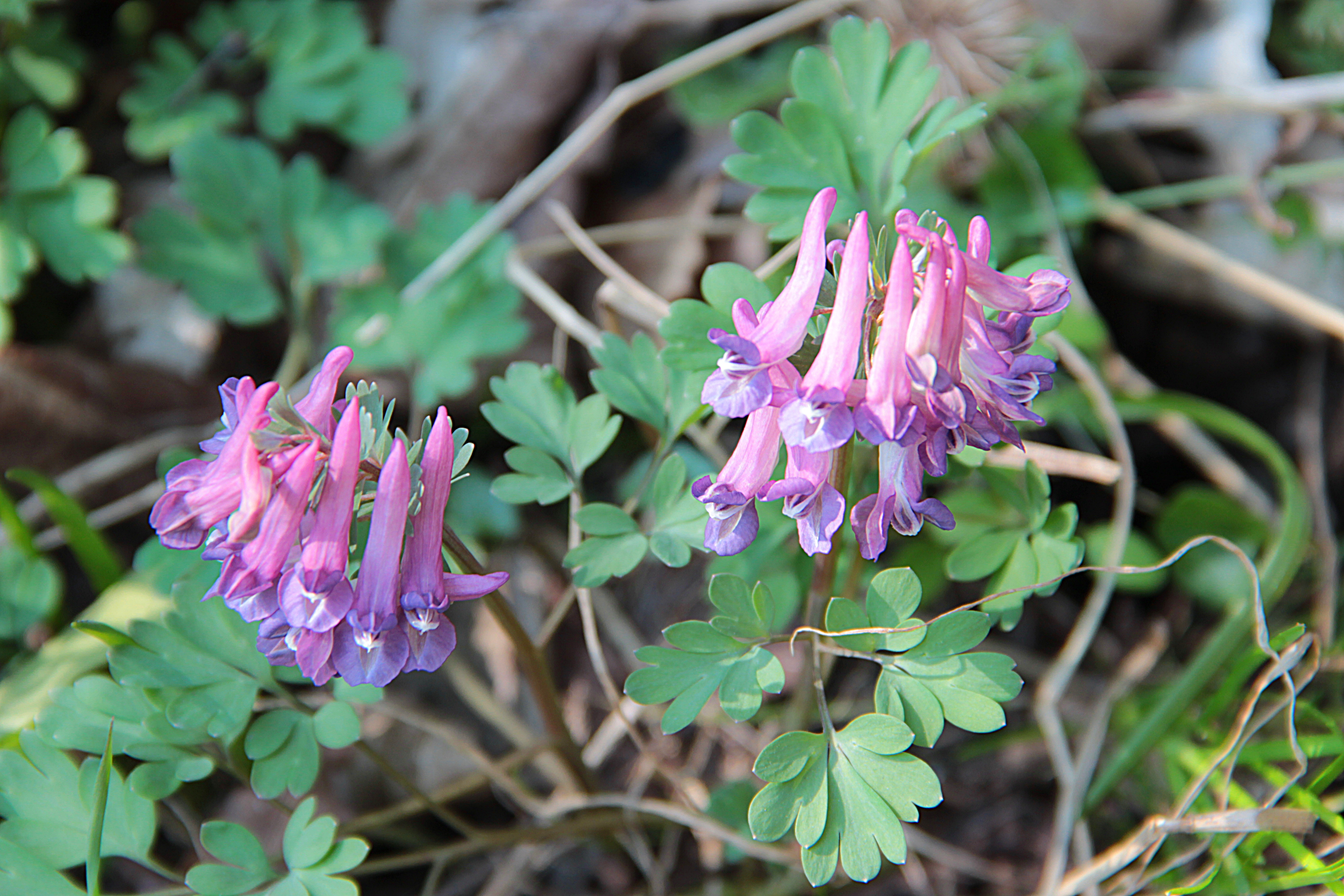
Kokorycz pełna

Kokorycz (Corydalis DC.) – rodzaj roślin z rodziny makowatych i podrodziny dymnicowych, podnoszonej w niektórych ujęciach systematycznych do rangi odrębnej rodziny. Obejmuje ok. 530 gatunków. Rośliny te są szeroko rozprzestrzenione w strefie umiarkowanej półkuli północnej, z pojedynczymi gatunkami sięgającymi strefy okołobiegunowej i równikowej. W Polsce występuje 5 gatunków.
Rośliny zawierają alkaloidy, niektóre wykorzystywane są jako lecznicze (C. yanhusuo stosowany jest jako lek przeciwbólowy i w przebiegu choroby Parkinsona). Liczne gatunki uprawiane są jako ozdobne, zwłaszcza kokorycz pusta C. cava i kokorycz pełna C. solida.

## Rozmieszczenie geograficzne

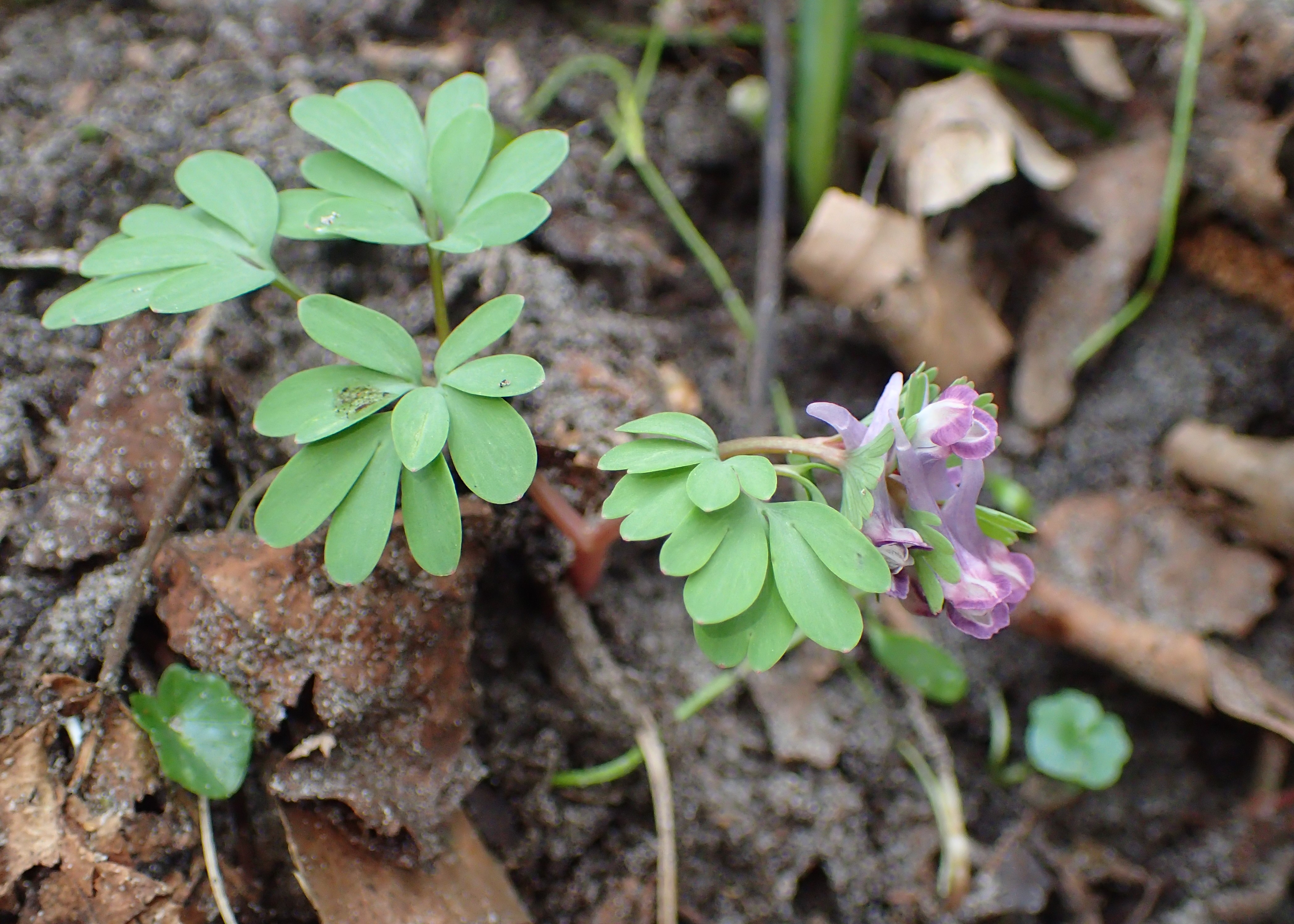
Kokorycz drobna

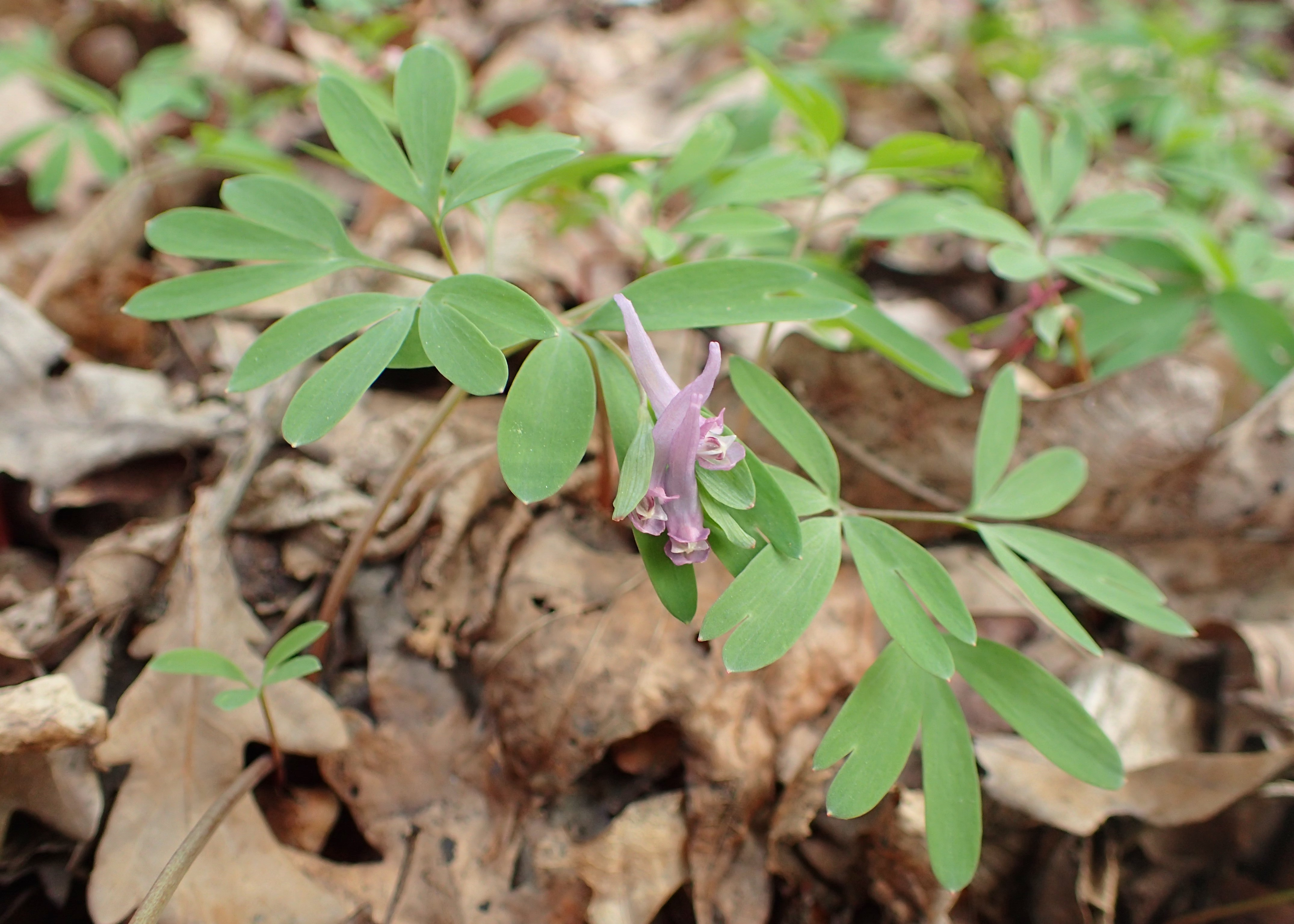
Kokorycz wątła

Rodzaj o zasięgu obejmującym wszystkie kontynenty półkuli północnej. Ogromna większość gatunków występuje w strefie klimatu umiarkowanego, z największym zróżnicowaniem w środkowej i wschodniej Azji (w samych Chinach stwierdzono 357 gatunków, w tym 262 endemitów). Jeden gatunek spotykany jest w strefie okołobiegunowej, jeden w górach wschodniej Afryki, trzy gatunki rosną też w subtropikach Półwyspu Indochińskiego. W Europie występuje 11 gatunków, z czego 5 rośnie w Polsce jako gatunki rodzime.
Gatunki flory Polski
- kokorycz drobna, k. skąpokwiatowa Corydalis pumila (Host) Rchb.
- kokorycz pełna Corydalis solida (L.) Clairv.
- kokorycz pusta Corydalis cava (L.) Schweigg. & Körte
- kokorycz wątła Corydalis intermedia (L.) Mérat
- kokorycz żółtawa Corydalis capnoides (L.) Pers.

Jako gatunki uprawiane lub dziczejące z rodzaju kokorycz wymieniane były z terenu Polski taksony zaliczane współcześnie do odrębnych rodzajów. Dziczejąca i już zadomowiona kokorycz żółta Corydalis lutea klasyfikowana jest współcześnie jako Pseudo-fumaria lutea. Podawana jako uprawna kokorycz zimozielona Corydalis sempervirens to obecnie Capnoides sempervirens. Z kolei efemerofit podawany jako kokorycz maczużkowata Corydalis claviculata klasyfikowany jest jako Ceratocapnos claviculata.

## Morfologia
PokrójByliny, rzadziej rośliny dwuletnie i roczne o pędach miękkich i soczystych, zwykle nagich, wyrastających z podziemnych bulw lub korzeni palowych.
LiścieWielokrotnie podzielone, o odcinkach zwykle pierzasto złożonych. Liście ułożone są zwykle skrętolegle.
KwiatyZ liściowymi, rzadziej błoniastymi przysadkami, zebrane w szczytowe grona. Kielich dwudziałkowy, z działkami zwykle ząbkowanymi i rychło opadającymi. Korona grzbiecista z dwóch okółków po 2 płatki. Zewnętrzny górny płatek ma koniec blaszki w górę odgięty (tworzy wargę górną), u nasady posiada ostrogę. Dolny płatek ma zwykle koniec blaszki wywinięty w dół (tworzy wargę dolną). Wewnętrzne płatki często szczytami lub u nasady tylko zrosłe, z kanciastymi lub rzadziej zaokrąglonymi grzbietami. Pręciki są dwa trójdzielne. Środkowa ich część jest dwupylnikowa, a boczne jednopylnikowe. U nasady środkowej części górnego pręcika znajduje się miodnik. Słupek z długą szyjką, ze znamieniem o zmiennym kształcie.
OwocTorebka zwykle co najmniej dwukrotnie dłuższa niż szersza, pękająca dwiema klapami, z trwałą szyjką słupka na końcu. Zawiera liczne soczewkowate nasiona opatrzone elajosomem.

## Systematyka
Pozycja systematyczna według Angiosperm Phylogeny Website (aktualizowany system APG IV z 2016)
Rodzaj z podplemienia Corydalinae, plemienia Fumarieae, podrodziny dymnicowych Fumarioideae, rodziny makowatych Papaveraceae zaliczanej do rzędu jaskrowców (Ranunculales) i wraz z nim do okrytonasiennych.
Pozycja w systemie Reveala (1993–1999)
Gromada okrytonasienne (Magnoliophyta Cronquist), podgromada Magnoliophytina Frohne & U. Jensen ex Reveal, klasa Ranunculopsida Brongn., podklasa jaskrowe (Ranunculidae Takht. ex Reveal), nadrząd Ranunculanae Takht. ex Reveal, rząd makowce (Papaverales Dumort.), rodzina makowate (Papaveraceae Juss.), plemię Corydaleae Dumort., podplemię Corydalinae Endl., rodzaj kokorycz (Corydalis L.).
Podział rodzaju
Ok. 465 gatunków grupowanych jest w trzech podrodzajach (subgenera) i licznych sekcjach:
- Podrodzaj Cremnocapnos (Wendelbo) Fukuhara & Lidén, Pl. Syst. Evol. 206: 419. 1997 – obejmuje 27 gatunków występujących w centralnej Azji od Iranu po zachodnią część Chin. Należą tu byliny, zwykle z zachowującymi się pozostałościami suchych łodyg i ogonków liściowych u nasady pędu. Przysadki lancetowate, drobne, błoniaste, całobrzegie lub ząbkowane. Listki okwiatu wcale lub tylko u nasady są słabo ze sobą połączone. Ostroga jest tępo zakończona, zawsze krótsza od połowy długości korony, często stanowi tylko 20% jej długości. Kanciasty grzbiet płatków wewnętrznych wąski. Torebka nie pęka nagle, przegroda wewnętrzna często pozostaje na szypułce[5]. 
  - Sekcja Bipapillatae Lidén, Opera Bot. 88: 27. 1986 – 2 gatunki
  - Sekcja Strictae (Fedde) Wendelbo in K. H. Rechinger, Fl. Iran. 110: 8. 1974 – 25 gatunków

- Podrodzaj Sophorocapnos (Turczaninow) Fukuhara & Lidén, Pl. Syst. Evol. 206: 419. 1997 – obejmuje 30 gatunków, spotykanych w Azji centralnej i wschodniej od Iranu, poprzez zachodnie Chiny i Himalaje po Japonię. Jedna sekcja występuje w Ameryce Północnej. Rośliny jednoroczne, dwuletnie lub byliny, często krótko żyjące. Mają korzeń palowy i pozbawione są pozostałości łodyg i ogonków liściowych z poprzednich sezonów u nasady pędu. Przysadki lancetowate do owalnych, drobne, często błoniaste, całobrzegie lub słabo ząbkowane. Listki okwiatu wcale lub tylko u nasady są słabo ze sobą połączone. Ostroga jest tępo zakończona, zawsze krótsza od połowy długości korony, często stanowi tylko 20% jej długości. Grzbiet płatków wewnętrznych dość szeroki, zaokrąglony. Znamię dwudzielne, z rozwidlonymi, wznoszącymi się ramionami, czasem kolankowato odgiętymi, zwykle niewyraźnie brodawkowate. Torebka nie pęka nagle, zwykle ma kształt silnie wydłużony, przegroda wewnętrzna czasem pozostaje na szypułce[5]. 
  - Sekcja Thalictrifoliae (Fedde) Lidén, Opera Bot. 88: 28. 1986 – 6 gatunków rosnących w Chinach
  - Sekcja Cheilanthifoliae Lidén, Opera Bot. 88: 28. 1986 – 6 gatunków o zasięgu obejmującym obszar od Bhutanu i Sikkimu poprzez Chiny do Japonii
  - Sekcja Aulacostigma Lidén, Opera Bot. 88: 28. 1986 – 1 gatunek znany z Chin
  - Sekcja Sophorocapnos (Turczaninow) Popov in Schischkin, Fl. URSS 7: 700. 1937 – 18 gatunków występujących we wschodniej Azji i w Ameryce Północnej
- Podrodzaj Corydalis – obejmuje ok. 400 gatunków występujących w całym zasięgu rodzaju. Rośliny jednoroczne, dwuletnie lub byliny. Przysadki są zielone, często okazałe. Znamię jest spłaszczone, odlegle brodawkowate przy brzegach, na krańcach często z podwójnymi brodawkami. Torebka miękka, często pęka nagle, wyrzucając nasiona[5].
  - Sekcja Duplotuber Ryberg, Acta Hort. Berg. 19: 223. 1960 – 3 gatunki spotykane na obszarze północno-wschodnich Chin, w Korei i na wschodnich krańcach Rosji oraz w Japonii
  - Sekcja Leonticoides Candolle, Syst. 2: 114. 1821 – 21 gatunków rosnących na obszarze od zachodniej Turcji po zachodnie Chiny i Nepal
  - Sekcja Benecinctae (Fedde) C. Y. Wu & Z. Y. Su, Acta Bot. Yunnan. 4: 1. 1982 – 3 gatunki z Chin
  - Sekcja Corydalis – 54 gatunki rosnące na obszarze od północnej Algierii, poprzez centralną Europę po Azję wschodnią. Tu należą wszystkie dziko rosnące gatunki flory polskiej.
  - Sekcja Capnogorium (Bernhardi) Endlicher, Gen. Pl. Suppl. 5: 32. 1850 – 1 gatunek z Azji środkowej
  - Sekcja Kingianae C. Y. Wu & Z. Y. Su, Acta Bot. Yunnan. 18: 399. 1996 – 2 gatunki w Chinach
  - Sekcja Flaccidae C. Y. Wu, Acta Bot. Yunnan. 18: 399. 1996 – 12 gatunków rosnących w Chinach i Himalajach
  - Sekcja Oocapnos Popov ex Wendelbo in K. H. Rechinger, Fl. Iran. 110: 11. 1974 – 4 gatunki ze środkowej Azji
  - Sekcja Rupifragae C. Y. Wu & Z. Y. Su, Acta Bot. Yunnan. 15: 135. 1993 – 1 gatunek z Chin
  - Sekcja Dactylotuber (Ruprecht) Popov in Schischkin, Fl. URSS 7: 674. 1937 – 12 gatunków rosnących na obszarze od Kaukazu poprzez Azję środkową i wschodnią po Amerykę Północną
  - Sekcja Appendiculatae C. Y. Wu & H. Chuang, Acta Bot. Yunnan. 6: 237. 1984 – 7 gatunków w Chinach
  - Sekcja Trachycarpae (Fedde) Fedde in Engler & Prantl, Nat. Pflanzenfam., ed. 2. 17b: 128. 1936 – 52 gatunki od północnych Indii po środkowe i zachodnie Chiny
  - Sekcja Kokianae C. Y. Wu & H. Chuang, Acta Bot. Yunnan. 5: 243. 1983 – 3 gatunki z Chin
  - Sekcja Curviflorae (Fedde) C. Y. Wu & H. Chuang, Acta Bot. Yunnan. 6: 245. 1984 – 8 gatunków z Chin
  - Sekcja Clavatae C. Y. Wu & H. Chuang, Acta Bot. Yunnan. 4: 7. 1982 – 6 gatunków z Azji środkowej
  - Sekcja Fusiformes C. Y. Wu & H. Chuang, Acta Bot. Yunnan. 4: 11. 1982 – 13 gatunków z Azji południowo-wschodniej
  - Sekcja Incisae Fedde, Repert. Spec. Nov. Regni Veg. 23: 181. 1926 – 9 gatunków z Chin, Korei i Japonii
  - Sekcja Chinenses (Gorovoj & Bassargin) C. Y. Wu & Z. Y. Su in C. Y. Wu, Fl. Reipubl. Popularis Sin. 32: 395. 1999 – 2 gatunki w Azji północno-wschodniej
  - Sekcja Fumarioides Lidén, Rheedea. 1: 32. 1991 – 17 gatunków w Azji wschodniej i północno-wschodniej
  - Sekcja Ramososibiricae Fedde ex Wendelbo in K. H. Rechinger, Fl. Iran. 110: 4 – 3 gatunki od Himalajów po zachodnie Chiny
  - Sekcja Tetragonia Z. Y. Su & Lidén, Fl. China. 7: 345. 2008 – 1 gatunek (kokorycz żółtawa) występujący na obszarze od Europy po wschodnią Syberię
  - Sekcja Angustiflorae (Lidén) Lidén, Fl. China. 7: 342. 2008 – 1 gatunek z Chin
  - Sekcja Vermiculares Z. Y. Su & Lidén, Acta Bot. Yunnan. 19: 227. 1997 – 1 gatunek z Chin
  - Sekcja Hamatae C. Y. Wu & Z. Y. Su, Acta Bot. Yunnan. 8: 407. 1986 – 3 gatunki w zachodnim Nepalu i Chinach
  - Sekcja Ellipticarpae Z. Y. Su, Fl. China. 7: 416. 2008 – 6 gatunków w Chinach
  - Sekcja Archaeocapnos Popov ex Michajlova, Novosti Sist. Vyssh. Rast. 19: 99. 1982 – 7 gatunków z Azji środkowej i wschodniej oraz Ameryki Północnej
  - Sekcja Davidianae C. Y. Wu & H. Chuang, Acta Bot. Yunnan. 12: 279. 1990 – 14 gatunków z Azji południowo-wschodniej i Chin
  - Sekcja Elatae Fedde ex C. Y. Wu & H. Chuang in C. Y. Wu, Fl. Reipubl. Popularis Sin. 32: 541. 1999 – 45 gatunków w Chinach
  - Sekcja Mucronatae (Fedde) C. Y. Wu & Z. Y. Su, Acta Bot. Yunnan. 15: 353. 1993 – 6 gatunków w Chinach
  - Sekcja Polyphyllae Z. Y. Su, Acta Bot. Yunnan. 18: 398. 1996 – 2 gatunki w Chinach
  - Sekcja Pubicaules C. Y. Wu & H. Chuang, Acta Bot. Yunnan. 13: 369. 1991 – 3 gatunki w Chinach
  - Sekcja Davidianae C. Y. Wu & H. Chuang, Acta Bot. Yunnan. 12: 279. 1990 – 14 gatunków w Azji południowo-wschodniej i Chinach
  - Sekcja Mucroniferae Fedde ex Lidén, Bull. Brit. Mus. (Nat. Hist.), Bot. 18: 524. 1989 – 7 gatunków w Azji środkowej
  - Sekcja Latiflorae C. Y. Wu & Z. Y. Su, Acta Bot. Yunnan. 18: 398. 1996 – 15 gatunków z Himalajów
  - Sekcja Asterostigma Fedde ex C. Y. Wu & H. Chuang in C. Y. Wu, Fl. Reipubl. Popularis Sin. 32: 541. 1999 – 16 gatunków w Azji południowo-wschodniej
  - Sekcja Priapos Lidén, Fl. China. 7: 422. 2008 – 7 gatunków w Azji południowo-wschodniej
  - Sekcja Himalayanae (Lidén) Lidén, Fl. China. 7: 343. 2008 – 11 gatunków w Himalajach
  - Sekcja Radicosae Lidén, Rheedea 1: 32. 1991 – 5 gatunków z obszaru od północno-wschodnich Indii po Chiny
  - Sekcja Geraniifoliae C. Y. Wu, Acta Bot. Yunnan. 18: 399. 1996 – 5 gatunków w Himalajach
  - Sekcja Chrysocapnos Wendelbo in K. H. Rechinger, Fl. Iran. 110: 5. 1974 – 30 gatunków w rejonie od Afganistanu po Bhutan